# Alexander and the Terrible, Horrible, No Good, Very Bad Day (película)
Alexander and the Terrible, Horrible, No Good, Very Bad Day (titulada en España como Alexander y el día terrible, horrible, espantoso, horroroso, y en Hispanoamérica como Alexander y un día terrible, horrible, malo... ¡muy malo!) es una película estadounidense de 2014 dirigida por Miguel Arteta y escrita por Rob Lieber.
Está protagonizada por Steve Carell, Jennifer Garner, y Ed Oxenbould, y se basa vagamente en el libro infantil de 1972 de Judith Viorst y Ray Cruz del mismo nombre. Coproducida por Shawn Levy y Lisa Henson por Walt Disney Pictures a través de sus respectivas compañías de producción, 21 Laps Entertainment y The Jim Henson Company, la película se estrenó en Norteamérica el 3 de octubre de 2014. La película recibió críticas variadas de los críticos, pero fue un éxito en la taquilla, recaudando 101.4 millones de dólares en todo el mundo contra un presupuesto de veintiocho millones de dólares.

## Trama
La película sigue las hazañas de Alexander Cooper (Ed Oxenbould), un niño común de once años de edad, y su «terrible, horrible, nada bueno, muy mal día». Es dejado de lado por su familia: sus hermanos mayores, Anthony (Dylan Minnette) y Emily (Kerris Dorsey), sus padres, Kelly (Jennifer Garner) y Ben (Steve Carell) y su hermano menor, Trevor (Elise / Zoey Vargas).
Un día antes de cumplir los doce años, Alexander al despertar encuentra goma de mascar en su cabello y se la corta con un par de tijeras; Anthony está tratando de obtener su licencia de conducir para poder llevar al baile a su novia, Celia (Bella Thorne); Emily está ensayando para el papel principal en Peter Pan, la obra de la escuela; Kelly está trabajando para una editorial que está publicando un nuevo libro para niños, y Ben, que ha estado desempleado durante varios meses, ha conseguido una entrevista de trabajo como diseñador de juegos para una empresa de videojuegos.
Esa misma mañana, Alexander asiste a la escuela en la que experimenta otra serie de desgracias, como enterarse de que sus amigos, incluyendo a su amor platónico, Becky Gibson (Sidney Fullmer), y su mejor amigo, Paul (Mekai Curtis), asistirán a la fiesta de cumpleaños de Phillip Parker (Lincoln Melcher) en lugar de la suya, debido al costoso entretenimiento de la fiesta y popularidad de Phillip. Trata de hablar con su familia, pero esta no lo escucha. Esa noche, Anthony hace enojar a Celia durante una llamada telefónica mientras le gritaba a Alexander diciendo que es un idiota, y Emily ensaya sus líneas en el automóvil de Kelly con las luces encendidas. Alexander se hace un helado de cumpleaños improvisado y le desea a su familia la misma decepción.
A la mañana siguiente, despierta para encontrar su casa sumida en el caos; sus padres se han quedado dormidos, Emily tiene un resfriado, y Anthony se ha enterado de que Celia rompió con él. Cuando Anthony se va a duchar su mamá entra por accidente y lo ve desnudo. La batería en el automóvil de Kelly está muerta y por lo tanto Ben tiene que llevar a Trevor con él para la entrevista después de dejar a Kelly en el trabajo. En la escuela, Paul le da a Alexander buenas noticias: Philip ha cancelado su fiesta de cumpleaños por enfermedad, y Alexander llama a su padre, pidiéndole planear una fiesta. Kelly es informada de un error tipográfico vergonzoso en el libro que están publicando, y tiene que evitar que Dick Van Dyke lo lea frente al público. Ben lleva a Trevor a la entrevista y su empleador, Greg (Donald Glover), parece impresionado, pero deciden concertar otra reunión cuando Trevor ingiere un marcador. Mientras tanto en la escuela, Anthony se entera de que Celia ha vuelto con él, y está tan feliz que salta y accidentalmente rompe dos vitrinas de trofeos entre él, por lo que es suspendido.
Kelly se las arregla para llegar a la lectura, pero es demasiado tarde. Van Dyke lo lee con el material inapropiado, humillándose a sí mismo y a la editorial. Mientras tanto, Ben compra jarabe para la tos para Emily y lleva a Anthony al Departamento de Vehículos Motorizados, donde su profesora le distrae intencionalmente, lo que ocasiona que este destruya varios parquímetros, dañe el minivan de la familia y repruebe su examen de conducir. Alexander confiesa que las desgracias del día se deben a su deseo de cumpleaños y se disculpa, pero Ben le dice «Disculpa no aceptada», pues todavía pueden sacar algo bueno de ese día. Después, todos se van a la obra de Emily, que es saboteada por los efectos del jarabe. Posteriormente, la empresa de videojuegos llama a Ben para avisarle que el encuentro será en un restaurante hibachi. La familia, junto con Celia, va al restaurante en su muy dañada minivan, donde Ben accidentalmente prende fuego a su camisa. Toda la familia lo consuela, admitiendo que van a superar cualquier otra cosa que les tenga reservada el día. Alexander dice: «Solo tienes que tener los malos días para que puedas amar a los buenos días aún más», y Anthony decide de repente no ir a la fiesta de graduación con Celia, declarando que su familia es más importante, y rompen definitivamente.
La familia regresa a casa, y descubren que Ben había alquilado animales para recrear un zoológico australiano, para la fiesta de cumpleaños, pero un cocodrilo y un canguro se han escapado. Hacen, sin embargo, lo que pueden para salvar el día, y Ben y Kelly reciben buenas noticias: a él lo contrataron para el trabajo de diseño de juegos, y a ella le informan que la desastrosa lectura se ha hecho viral y ha generado publicidad para el libro. Ben saca entonces el pastel, y Alexander desea más días como el que compartieron juntos.

## Reparto
- Steve Carell como Ben Cooper, el padre de Alexander.
- Jennifer Garner como Kelly Cooper, la madre de Alexander.
- Ed Oxenbould como Alexander Cooper.
- Dylan Minnette como Anthony Cooper, el hermano mayor de Alexander.
- Kerris Dorsey como Emily Cooper, la hermana mayor de Alexander.
- Elise Vargas y Zoey Vargas como Trevor Cooper, el hermano menor de Alexander.
- Sidney Fullmer como Becky Gibson, el amor platónico de Alexander.
- Bella Thorne como Celia, la novia de Anthony.
- Megan Mullally como Nina.
- Mekai Curtis como Paul Dumphy, el amigo de Alexander.
- Dick Van Dyke como Él mismo.

## Producción
En 2011, 20th Century Fox tenía planes para hacer una adaptación cinematográfica del libro. Escrito por Rob Lieber, la película debía ser dirigida por Lisa Cholodenko (quien también hizo un borrador anterior del guion) y producida por Shawn Levy con Dan Levine para 21 Laps Entertainment y Lisa Henson de The Jim Henson Company. Steve Carell se unió en abril de 2012, para protagonizar Ben, el padre de Alexander. En octubre de 2012, el proyecto fue recogido por Walt Disney Pictures, después de Fox reportó formalmente que estaba «incómodo con el presupuesto». En febrero de 2013, Cholodenko había dejado el proyecto, y un mes más tarde, se informó que Miguel Arteta estaba en conversaciones con Disney para reemplazar a Cholodenko.
En abril de 2013, Jennifer Garner estaba en conversaciones para interpretar a la madre de Alexander. En junio de 2013, Disney estableció la fecha de lanzamiento para el 10 de octubre de 2014, y confirmó que Carell y Garner fueron elegidos como los padres de Alexander. El mismo mes, Disney anunció la elección de Ed Oxenbould como Alexander. En julio de 2013, Bella Thorne fue elegida en la película como la novia de su hermano mayor. Joel Johnstone, Megan Mullally y Jennifer Coolidge se unieron al reparto un mes más tarde.
El rodaje comenzó el 19 de agosto de 2013. La película fue rodada enteramente en el área de Los Ángeles, incluyendo las ciudades de Pasadena y Arcadia, el San Fernando Valley, y Melody Ranch en Newhall. El rodaje duró hasta octubre de 2013.

## Banda sonora
El 1 de abril de 2014, Christophe Beck fue contratado para hacer la banda sonora de la película. Walt Disney Records lanzó el álbum de la banda sonora el 7 de octubre de 2014. El álbum incluye canciones de la película y nuevas canciones de varios artistas, como The Vamps, Kerris y Justine Dorsey, The Narwhals, Charles William y IDK & The Whatevs.
| N.º | Título                                                                   | Artista                        | Duración |  |
| 1.  | «Hurricane»                                                              | The Vamps                      | 3:17     |  |
| 2.  | «Best Worst Day Ever»                                                    | Kerris Dorsey y Justine Dorsey | 3:35     |  |
| 3.  | «We Are the Ones (Own the World)»                                        | Charles William                | 3:08     |  |
| 4.  | «Surf Surf Don't Drown»                                                  | The Narwhals                   | 3:27     |  |
| 5.  | «Perfect World»                                                          | IDK & The Whatevs              | 3:06     |  |
| 6.  | «Suite from Alexander and the Terrible, Horrible, No Good, Very Bad Day» | Christophe Beck                | 3:20     |  |